# Montaña Ossa
La Montaña Ossa, en inglés Mount Ossa es, con 1617 m, la montaña más elevada de Tasmania.

## Características
El Mount Ossa está situado en el centro del estado australiano de Tasmania en el Parque nacional Cradle Mountain-Lake St Clair. El parque nacional tiene una superficio de aprox. 1.612 km² y es parte del Patrimonio de la Humanidad de la UNESCO. La montaña es relativamente fácil de escalar, sólo en la cima hay una serie de rocas por escalar. El tiempo en la montaña es muy cambiante, en invierno suele ser muy frío con tormentas de viento y nieve. La montaña tiene nieve entre mayo y octubre, aunque a veces también en los meses de verano. En cualquier caso, la época de verano es la más apropiada para escalar, dado que las condiciones meteorológicas son menos extremas. Su belleza virgen se debe sobre todo a la labor del austríaco Gustav Weindorfer, quien consiguió que se protegiera con su inclusión en un parque nacional, fundado el 16 de mayo de 1922.